# Yrjö Rantanen
Yrjö Rantanen (Tampere, 23 de abril de 1950 – 14 de janeiro de 2021) foi um jogador de xadrez da Finlândia, com diversas participações nas Olimpíadas de xadrez. Disputou as edições de 1972 a 1986 e 1990, tendo conquistado a medalha de ouro individual em 1980 no segundo tabuleiro e de bronze em 1972 e 1978 no primeiro reserva e segundo tabuleiro, respectivamente. Também venceu duas vezes o Campeonato Finlandês Individual.
Morreu em 14 de janeiro de 2021 em Pirkanmaa, aos 70 anos, devido a um câncer.